# Macrosphenus kretschmeri
Macrosphenus kretschmeri е вид птица от семейство Macrosphenidae. Среща се в Кения, Мозамбик и Танзания. Естествените местообитания на вида са субтропическите и тропическите влажни равнинни и планински гори.

## Разпространение
Видът е разпространен в Кения, Мозамбик и Танзания.